# Governatorato di Masovia
Il governatorato di Masovia (in polacco Gubernia Mazowiecka) fu un'unità amministrativa (governatorato) del Regno del Congresso (Polonia).
Fu creato nel 1837 nei territori del Voivodato della Masovia; nel 1844 le sue terre confluirono nel governatorato di Varsavia.